# Wulf-Isebrand-Kaserne
Die Wulf-Isebrand-Kaserne in Heide im Kreis Dithmarschen ist seit 1967 eine Garnison der Bundeswehr. Sie beherbergte zunächst das Flugabwehrraketenregiment 3 und das Flugabwehrraketenbataillon 38, später das Flugabwehrraketengeschwader 26. Zudem waren Feldjäger hier stationiert. Ab 1993 wurden Ausbildungseinheiten der Luftwaffe in der Kaserne, insbesondere Teile vom Luftwaffenausbildungsregiment 1 konzentriert. Heute beheimatet der Standort die II. Lehrgruppe der Unteroffizierschule der Luftwaffe. Das Areal umfasst eine Fläche von ca. 45 Hektar. Die Kasernenanlage ist nach Wulf Isebrand benannt, einem Bauernführer aus Dithmarschen, der um 1500 gegen das dänische Heer in der Schlacht bei Hemmingstedt kämpfte.

## Planung, Bau und Stationierungsgeschichte
Mit der Himmeroder Denkschrift und der Errichtung des Amtes Blank begann Anfang der 1950er Jahre in der Bundesrepublik der Aufbau neuer Streitkräfte. Der damalige Kreis Norderdithmarschen und die Stadt Heide bemühten sich intensiv um die Stationierung der Bundeswehr. Heide war bereits zwischen 1909 und dem Ende des Ersten Weltkriegs sowie zwischen 1934 und 1945 Garnisonsstadt gewesen. Die hierfür errichtete Kaserne wurde jedoch nach dem Ende des Zweiten Weltkriegs als Kreiskrankenhaus umgenutzt. Im Ergebnis der Bestrebungen erneut Garnisonsstandort zu werden, wurde eine unbebaute Fläche durch den Bund gekauft. Nach mehreren Planungsänderungen begannen 1965 die Bauarbeiten zur Errichtung der neuen Kaserne. Diese wurden im Winter 1966/67 abgeschlossen.

### Stationierungen unter den Heeresstrukturen 2 bis 4
Am 1. April 1967 begann in der neu errichteten Kaserne die Aufstellung des Feldjägerbataillons 710 mit Stab, Stabszug, 2. Kompanie und einer Ausbildungskompanie durch Personalabgaben der bisherigen 3./Feldjägerbataillon 710, des Feldjägerausbildungszuges 731 und eines Fernmeldezuges, die bisher aus Platzmangel nicht erfolgen konnte. 1972 wurde der Verband in Feldjägerbataillon 610 umbenannt. Zum 31. März 1997 erfolgte die Auflösung des Bataillons. Teile wurden mit dem Feldjägerbataillon 801 in Neubrandenburg fusioniert.
Die ebenfalls am 1. April 1967 in der Kaserne in Heide aufgestellte Feldjägerausbildungskompanie 710 wurde zum 1. Januar 1972 zur Feldjägerausbildungskompanie 610 umbenannt. Zum 1. Januar 1979 erhielt sie erneut eine neue Bezeichnung als Ausbildungskompanie für Stabsdienst/Militärkraftfahrer 602. Sie war im Frieden dem Feldjägerbataillon 710 unterstellt.
Als erste Einheit zog am 11. April 1967 das zuvor in der Dithmarsen-Kaserne in Albersdorf stationierte Versorgungsbataillon Flugkörper Schleswig-Holstein 660 (später als Technisches Bataillon Sonderwaffen 660 bezeichnet) in die Kaserne in Heide um, da der geplante Endstandort in Bredstedt noch nicht bezogen werden konnte. Nachdem aufgrund von Sparmaßnahmen im April 1968 die Stationierung des Bataillons in Bredstedt aufgegeben worden war, verlegte der Verband am 1. Februar 1972 nach Flensburg in die Briesen-Kaserne. Dort wurde das Bataillon am 1. Oktober 1975 zum Instandsetzungsbataillon 610 umgegliedert und zum 31. März 1997 aufgelöst.
Das am 1. Juli 1965 umgegliederte und in Alt Duvenstedt bei Rendsburg untergebrachte Flugabwehrraketenregiment 3 bezog am 26. Juni 1967 die spätere Wulf-Isebrand-Kaserne in Heide. Zum 1. Oktober 1989 wurde es in Flugabwehrraketenkommando 1 "Schleswig-Holstein" umbenannt. Am 1. Januar 1993 erhielt es abermals eine neue Bezeichnung als Flugabwehrraketengeschwader 1 "Schleswig-Holstein" und wurde im Januar 1994 in den Fliegerhorst Husum verlegt, wo es bis heute im Dienst ist.
Am 28. Juni 1967 folgte der Umzug des am 1. Juli 1965 gebildete Flugabwehrraketenbataillon 38 aus Alt Duvenstedt in die Kasernenanlage nach Heide. Zum 1. Oktober 1989 wurde diese Einheit ebenfalls umbenannt in Flugabwehrraketengeschwader 38. Am 20. August 1990 verlegte das Geschwader in die Siegerland-Kaserne in Burbach, wo es am 1. Januar 1993 in Flugabwehrraketengruppe 38 umbenannt und zum 31. Dezember 2002 aufgelöst wurde.
Zudem war ab 1967 die Luftwaffensanitätsstaffel Flugabwehrraketenbataillon 38 bis zum 30. September 1989 hier stationiert.
Vom 1. Oktober 1967 waren die Reservelazarettgruppen 6104 und 6105 in der Kaserne als Geräteeinheiten untergebracht. Die Auflösung der Reservelazarettgruppe 6104 erfolgte zum 31. März 1996, die der Reservelazarettgruppe 6105 zum 31. Dezember 2007.
Am 7. Oktober 1967 erhielt die Anlage den Namen Wulf-Isebrand-Kaserne.
In der Wulf-Isebrand-Kaserne wurde in den 1960er Jahren das Feldmarschbataillon 601 stationiert. Zum 31. März 1977 erfolgte seine Auflösung. Es diente ab 1. April 1977 der Aufstellung der 3., 4. und 5. Kompanie als Geräteeinheiten des ABC-Abwehrbataillons 610, die jedoch in der Stapelholmer Kaserne in Seeth eingelagert wurden.
Die Peilzentrale Nord der Bundesmarine war vom 1. Juli 1968 bis 31. Mai 1987 in der Wulf-Isebrand-Kaserne untergebracht. Sie ging in der Peilzentrale I Marine am Standort Husum auf.
Der Richtfunktrupp 2 der ab 1968 in Alt Duvenstedt stationierten 4./Fernmelderegiment 11 war in der Wulf-Isebrand-Kaserne in Heide untergebracht. Mit dem Ende des Kalten Krieges wurde im Januar 1991 die 4./Fernmelderegiment 11 aufgelöst.
Am 1. Oktober 1968 begann die Bildung des Unteroffizierlehrgangs Flugabwehrraketenregiment 3, der die Ausbildung im Januar 1969 aufnahm. Am 31. März 1993 wurde diese dezentrale Ausbildung eingestellt.
Das bisher in Schleswig beheimatete Feldjägerdienstkommando wurde 1972 in die Wulf-Isebrand-Kaserne verlegt und in Feldjägerdienstkommando Heide umbenannt. Es verblieb hier bis zur Auflösung der Feldjägerdienstkommandos 1979.
Das im März 1972 aus dem schweren Transportbataillon 955 in Putlos aufgestellte Transportbataillon 601, bestehend aus Stab, der 2. und 6. Kompanie, verlegte am 23. März 1972 in die Wulf-Isebrand-Kaserne. Am 2. Februar 1976 kam die 6./Transportbataillon 601 in ihren neuen Standort Seeth in die Stapelholmer Kaserne. Das in Heide weiterhin stationierte Transportbataillon 601 wurde am 1. Oktober 1980 in Transportbataillon 610 umbenannt. Seine aktive 2. und 6. Kompanie wurden durch 4 gekaderte Kompanien ergänzt. Zum 31. März 1994 wurde der Verband aufgelöst und Teile für das neue, in Seeth aufzustellende Transportbataillon 610 herangezogen.
Das am 1. Oktober 1972 in Seeth aufgestellte Nachschubausbildungszentrum 610 wurde am 1. Oktober 1980 in die Wulf-Isebrand-Kaserne verlegt und in Nachschubausbildungszentrum 600 umbenannt. Es verblieb hier bis zu seiner Auflösung 1994.
In den 1980er Jahren bestand das Ausbildungszentrum Stabs- und Versorgungsdienst 41/2 in der Kaserne, das für Mobilmachungsverwendungen ausbildete. Außerdem war die Fachausbildungskompanie Heide in den 1980er Jahren stationiert.
Die Luftwaffenfeldersatzstaffel 4103 war als Geräteeinheit vom 1. Juli 1982 bis zum 31. Dezember 2005 in der Kaserne eingelagert.
In der Kaserne war das Lazarett 6143 als Geräteeinheit in den 1980er Jahren stationiert worden.
Vom 1. Januar 1983 bis zum 30. September 1999 bestand der Sanitätsmaterialnachschubzug 6102 als Geräteeinheit in der Kaserne.
Am 1. Januar 1986 wurde die Fahrschulgruppe Heide in der Kaserne gebildet und am 1. April 1994 zum Kraftfahrausbildungszentrum Heide ungegliedert. Zum 31. Dezember 1996 erfolgte dessen Auflösung.
Nach dem Abzug des Flugabwehrraketengeschwaders 38 ersetzte das am 1. Oktober 1989 aus dem Flugabwehrraketenbataillon 26 gebildete Flugabwehrraketengeschwader 26, das zuvor in der Wangerland-Kaserne beheimatet war, die entstandene Lücke und zog in die Wulf-Isebrand-Kaserne 1990 um. Es erlebte hier die Umbenennung in die Flugabwehrraketengruppe 26 am 1. Januar 1993. Am 1. April 1993 verlegte die Einheit in den Fliegerhorst Husum, wo sie bis heute in Dienst ist.
Zur medizinischen Versorgung war der Sanitätsbereich 11/6 zwischen dem 1. Juli 1972 und dem 31. März 1997 eingerichtet und mit Material ausgestattet. Der Truppenarzt Heide 1 war vom 1. April 1984 bis zum 31. März 1995 hier stationiert. Die Zahnstation H 910/2 bestand vom 1. Februar 1967 bis zum 30. September 1972. Die Zahnstation (Terr) H 103 war vom 1. Oktober 1972 bis zum 31. März 1981 am Standort. Die Zahnarztgruppe 104/1 wurde am 1. April 1981 gebildet und zum 31. März 1997 aufgelöst. Es war das Feste Fernmeldezentrum der Bundeswehr 120/311 vom 1. April 1988 bis zum 30. November 1994 eingerichtet. Der Fernmelderevisionsdiensttrupp 120/311 wurde zum 1. Januar 1971 aufgestellt und am 30. November 1994 aufgelöst. Vom 1. Dezember 1978 bis zum 30. November 1994 war der Fernmelderevisionsinstandhaltungstrupp 120/311 hier stationiert. Die Fernmeldedienstgruppe 120/31 trat am 1. April 1981 ihren Dienst an und war bis zum 30. September 1994 in der Kaserne eingesetzt. Der Evangelische Standortpfarrer Heide bestand als Dienstposten vom 1. Mai 1955 bis zum 30. Juni 2007.

### Stationierungen ab der Heeresstruktur 5 bis heute
Am 1. Oktober 1993 wurde das Feldjägerbataillon 620 als Geräteeinheit in der Wulf-Isebrand-Kaserne aufgestellt und verblieb hier bis zu seiner Auflösung am 30. Juni 2006.
Ebenfalls am 1. Oktober 1993 kam die am 1. Oktober 1988 neu gebildete III./Luftwaffenausbildungsregiment 1 mit der 11./ und 12./Luftwaffenausbildungsregiment 1 aus der Hamburger Lettow-Vorbeck-Kaserne in die Wulf-Isebrand-Kaserne nach Heide.
Am 1. Januar 1999 wurde die 10./Unteroffizierschule der Luftwaffe in der Wulf-Isebrand-Kaserne neu aufgestellt. Sie ist bis heute hier beheimatet.
2001 wurde die am 2. Januar 1990 gebildete 8./Unteroffizierschule der Luftwaffe vom Fliegerhorst Diepholz nach Heide verlegt. Sie besteht bis heute.
Am 1. Oktober 2002 wurde die seit 1991 bestehende 9./Unteroffizierschule der Luftwaffe von der Wangerland-Kaserne nach Heide verlegt. Sie ist bis heute hier stationiert.
Am 1. Oktober 2005 gliederte die III./Luftwaffenregiment 1 zur III./Unteroffizierschule der Luftwaffe um. Am selben Tag wurde die 11./ und 12./Luftwaffenregiment 1 aufgelöst sowie die 11./ bis 15./Unteroffizierschule der Luftwaffe aufgestellt. Die 11./ und 12./Unteroffizierschule der Luftwaffe existieren bis heute in Heide. Die 13./Unteroffizierschule der Luftwaffe wurde zum 31. März 2013 in Heide aufgelöst und am 1. April 2013 in Appen in der Marseille-Kaserne neu gebildet. Die 14./ und 15./Unteroffizierschule der Luftwaffe wurden zum 31. März 2016 außer Dienst gestellt.
Das Landeskommando Schleswig-Holstein war ab 1. Januar 2007 bis zum 31. Januar 2013 mit Teilen in Heide stationiert.
Seit dem 1. September 2007 besteht die Fachinformationsstelle Heide in der Kaserne.
Der Abgesetzte Bereich Heide Lehrgruppe Ausbildung Unteroffiziersschule war vom 1. Januar 2008 bis zum 30. September 2013 hier eingerichtet.
Die BWI Informationstechnik GmbH Heide besteht seit dem 1. Dezember 2008 in der Kaserne.
Die Lion Hellmann Bundeswehr Bekleidungsgesellschaft ist mit der Servicestation Heide seit dem 1. April 2012 in der Kaserne präsent.
Die Freiwillige Reservistenarbeit Heide ist seit dem 1. Februar 2013 in der Kaserne aktiv.
Am 1. April 2013 gliederte sich die III./Unteroffizierschule der Luftwaffe zur II./Unteroffizierschule der Luftwaffe um. Zudem wurde die 7./Unteroffizierschule der Luftwaffe, die zuvor in Appen stationiert war, in Heide neu aufgestellt. Sie ist bis heute im Dienst. Am selben Tag wurde die Betreuungsstelle Heide der Zivilberuflichen Aus- und Weiterbildung eingerichtet, die bis heute hier besteht.
Zur medizinischen Versorgung war ab dem 1. April 2006 die Sanitätsstaffel Heide und ab dem 1. Juni 2006 das Sanitätszentrum Husum mit Teileinheit Heide in der Kaserne stationiert. Beide Einheiten wurden zum 30. September 2015 aufgelöst. Der Standortfeldwebel Heide war vom 1. Oktober 1994 bis 31. März 1999 eingesetzt. Der Standortälteste Heide war mit Unterstützungspersonal vom 1. Oktober 1994 bis zum 30. September 2017 hier tätig. Ab 1. Oktober 2017 übernahm der Standortälteste Dithmarschen diese Aufgaben. Seit dem 1. Juli 2007 besteht das Evangelische Militärpfarramt Heide in der Kaserne.